# Tomas N'evergreen
Tomas Christiansen (Aarhus, 12 november 1969) beter bekend als Tomas N'evergreen is een Deense popzanger.

## Eurovisiesongfestival
Tomas N'evergreen deed voor het eerst een gooi naar het Eurovisiesongfestival in 2009. Hij plaatste zich voor de finale van de Russische selectie. Maar werd daar echter gedeeld elfde, met maar twee procent van de stemmen.
Een jaar later in 2010 deed hij weer een gooi naar het Songfestival, ditmaal in Denemarken. Samen met de Deense zangeres Christina Chanée won hij de Deense finale en mocht zo Denemarken vertegenwoordigen op het Eurovisiesongfestival 2010 in Oslo, Noorwegen. 
Het liedje In A Moment Like This mocht aantreden tijdens de tweede halve finale van 27 mei 2010, waar het vijfde werd, genoeg om door te gaan naar de finale van 29 mei. Uiteindelijk eindigden Chanée & N'evergreen als vierde met 149 punten.

## Privéleven
Tegenwoordig woont Christiansen in de Russische hoofdstad Moskou.